# كورت سميث (كاتب)
كورت سميث (بالإنجليزية: Curt Smith)‏ هو صحفي وكاتب أمريكي، ولد في 20 مارس 1951.